# Kościół św. Józefa w Chorzowie
Kościół św. Józefa w Chorzowie – rzymskokatolicki kościół parafialny w Chorzowie, należący do dekanatu Chorzów archidiecezji katowickiej, wpisany do rejestru zabytków nieruchomych województwa śląskiego.

## Historia
Inicjatorem budowy świątyni był ksiądz Paweł Łukaszczyk, proboszcz parafii św. Barbary w Królewskiej Hucie, który zmarł w 1905 roku. Plany architektoniczne zostały sporządzone przez profesora Josepha Schmitza (1860–1936) z Norymbergi, projekt powstał przy współudziale konstruktora M. Wallersteinera. W dniu 16 października 1904 roku został położony kamień węgielny pod budowę świątyni, w 1905 roku zostały założone fundamenty i zostały wybudowane ściany. Budowa była prowadzona przez 3 lata, od 1904 do 1907 roku. Koszt całkowity został oszacowany na 500 tysięcy ówczesnych marek niemieckich. Złożyły się na to Huta Królewska, Freikunksgelderfond, dary księcia biskupa kardynała Georga Koppa z Wrocławia, Kopalnia Węgla Kamiennego Król i składki parafian, natomiast reszta została pożyczona. Świątynia została poświęcona ku czci Bożej i swego patrona św. Józefa, Opiekuna i Orędownika Kościoła. Nowa świątynia została pobłogosławiona przez księdza dziekana Wiktora Schmidta z Katowic w dniu 18 listopada 1907 roku. Wtedy też kuratusem parafii został ksiądz Paweł Czaja, w 1911 roku mianowany jej pierwszym proboszczem. Od roku 1911 prowadzone były księgi metrykalne, a od 1912 kuracja przy świątyni św. Józefa awansowała do rangi parafii. Parafia kanonicznie erygowana dopiero w dniu 9 stycznia 1913 roku. Świątynia uroczyście konsekrowana w dniu 14 kwietnia 1915 roku przez księdza Adolfa Bertrama, biskupa wrocławskiego.

## Architektura

### Zewnątrz
Świątynia będąca trójnawową bazyliką została wzniesiona z cegły na planie krzyża łacińskiego o wymiarach 72×28 m w stylu neoromańskim. Wysokość nawy głównej wewnątrz wynosi 16 m, z zewnątrz do dachu świątynia mierzy 25 m, natomiast smukła wieża zegarowa, tworząca ryzalit fasady, jest wysoka na 51 m.
Na fasadzie kościoła umieszczono domek portalowy, którego naczółek ozdabia rzeźba przedstawiająca św. Józefa, a ponad kolumnami portalu umieszczono płaskorzeźby przedstawiające św. Piotra i św. Pawła. Wszystkie wejścia boczne również zostały udekorowane. Absyda jest wsparta dekoracyjnymi łukami przyporowymi, a poniżej dachu absydy znajduje się kolumnada.

### Wewnątrz
Nastawa ołtarza głównego składa się ze złoconych rzeźb, które wykonał artysta Schreiner z Ratyzbony według projektu Josepha Schmitza, przedstawiających zaślubiny oraz śmierć św. Józefa. Obok tabernakulum umieszczono srebrne tonda z symbolami Ewangelistów. Całość nastawy wieńczy rzeźba przedstawiająca św. Józefa z Dzieciątkiem na tronie. Przed ołtarzem znajdują się rzeźby aniołów. Przed oryginalnym ołtarzem ze wspomnianą nastawą umieszczono ołtarz posoborowy. Prezbiterium zamyka absyda z obejściem. 
Dwa ołtarze boczne poświęcone Sercu Pana Jezusa i Matce Bożej z Dzieciątkiem również udekorowano pracami Schreinera. Ponadto ustawiono ołtarze ku czci św. Barbary i Matki Bożej Fatimskiej. Po lewej stronie od wejścia do kościoła znajduje się kaplica z kopią obrazu Matki Boskiej Częstochowskiej oraz okrągłym witrażem, który przedstawia Bożą Rodzicielkę. 
Na belce tęczowej znajduje się rzeźbiona scena ukrzyżowania przedstawiająca Chrystusa w złotej koronie w otoczeniu św. Jana i Maryi, na filarach nawy głównej umieszczono rzeźby przedstawiające: św. Andrzeja Bobolę, św. Antoniego z Dzieciątkiem, św. Annę z Maryją, św. Elżbietę oraz św. Franciszka z Asyżu. W nawie głównej umieszczono duże lampy nawiązujące stylistycznie do architektury kościoła; sufit kasetonowy ze złoconymi ornamentami i symbolami. Na emporze znajdują się organy z 1907 roku wykonane przez firmę Binder z Ratyzbony. W kościele znajduje się krypta.

## Galeria

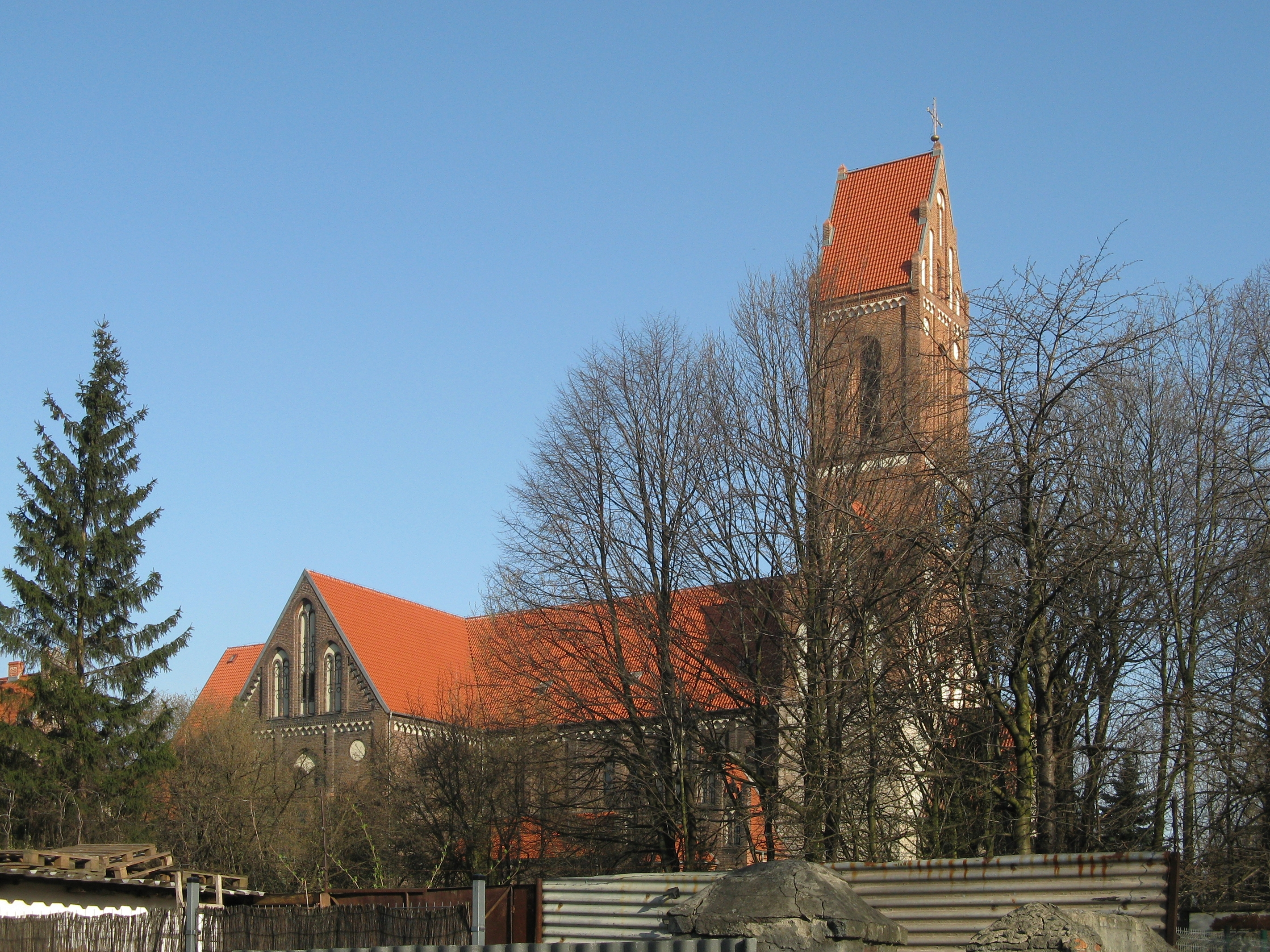
Elewacja kościoła od południa (2018)
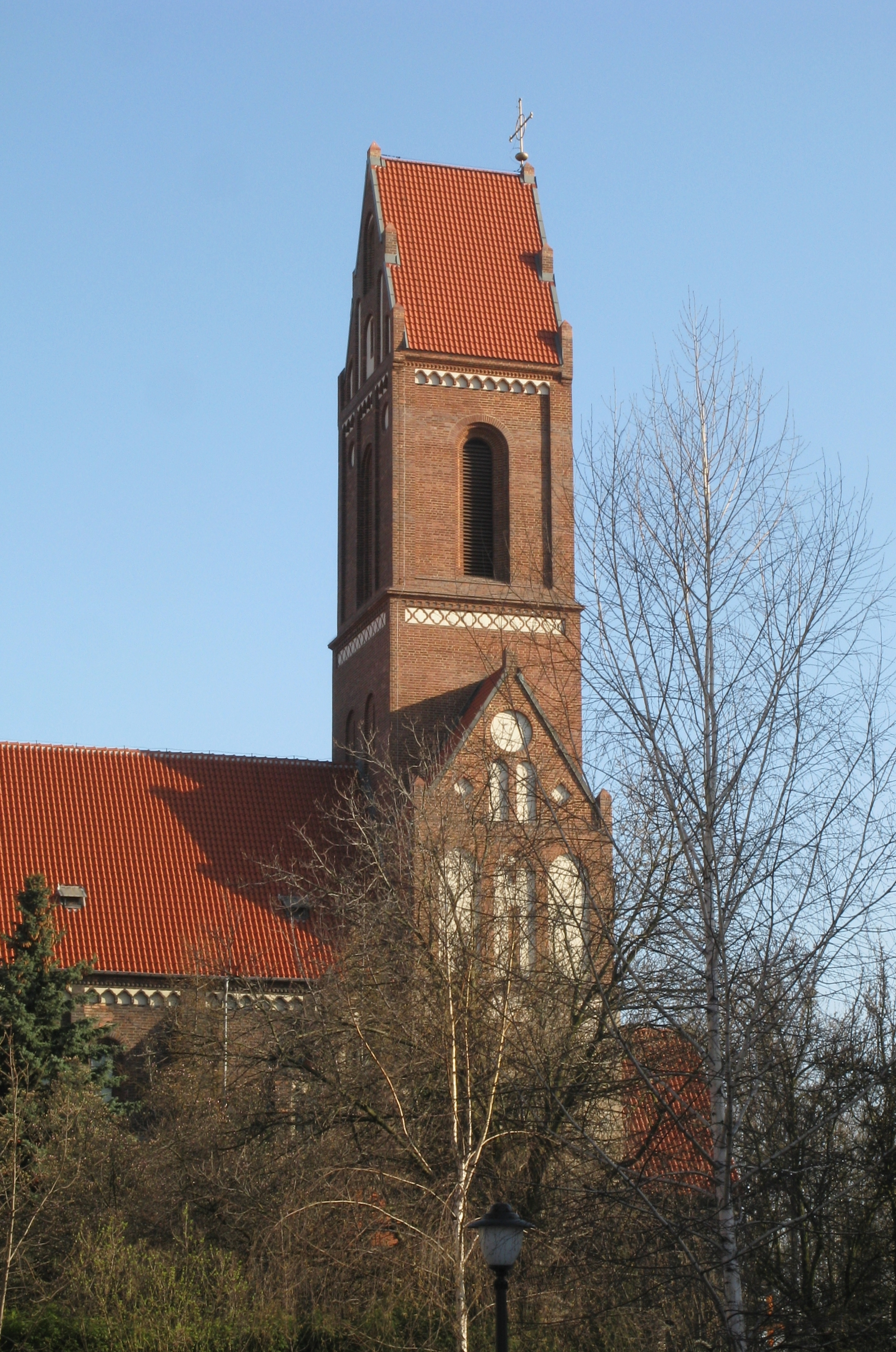
Wieża kościelna (2018)
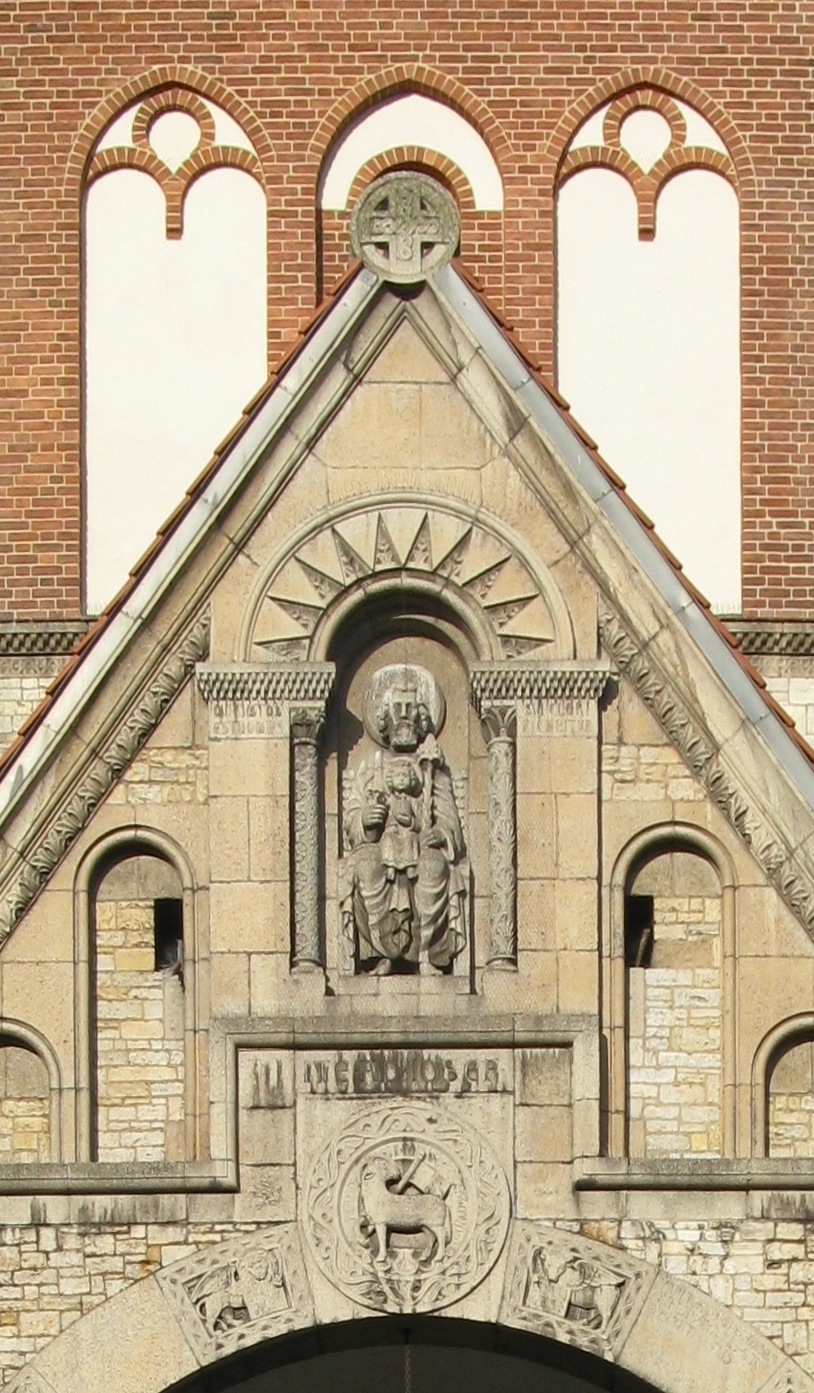
Zwieńczenie portalu z rzeźbą przedstawiającą św. Józefa z Dzieciątkiem Jezus (2018)
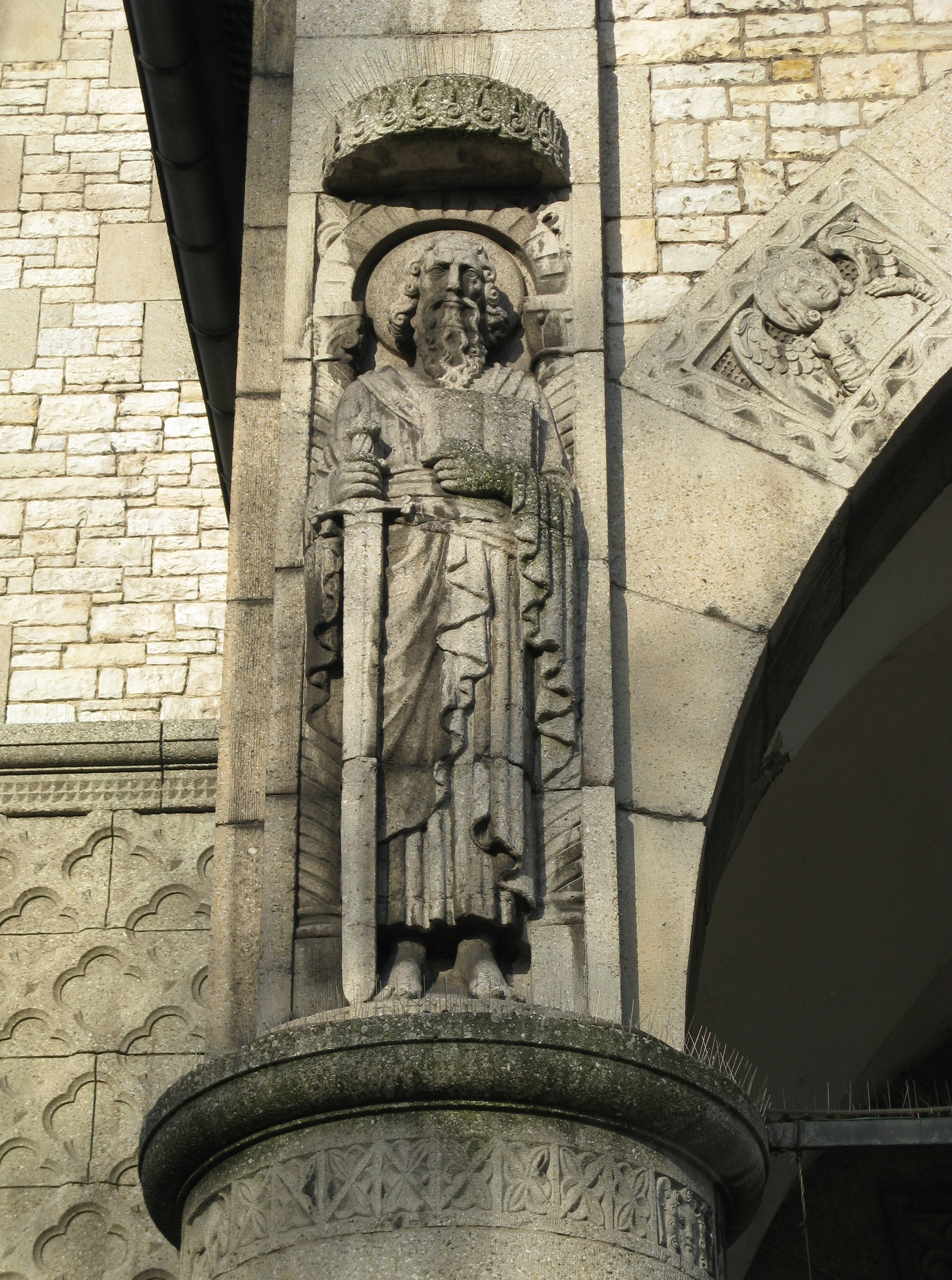
Płaskorzeźba na portalu przedstawiająca św. Pawła (2018)
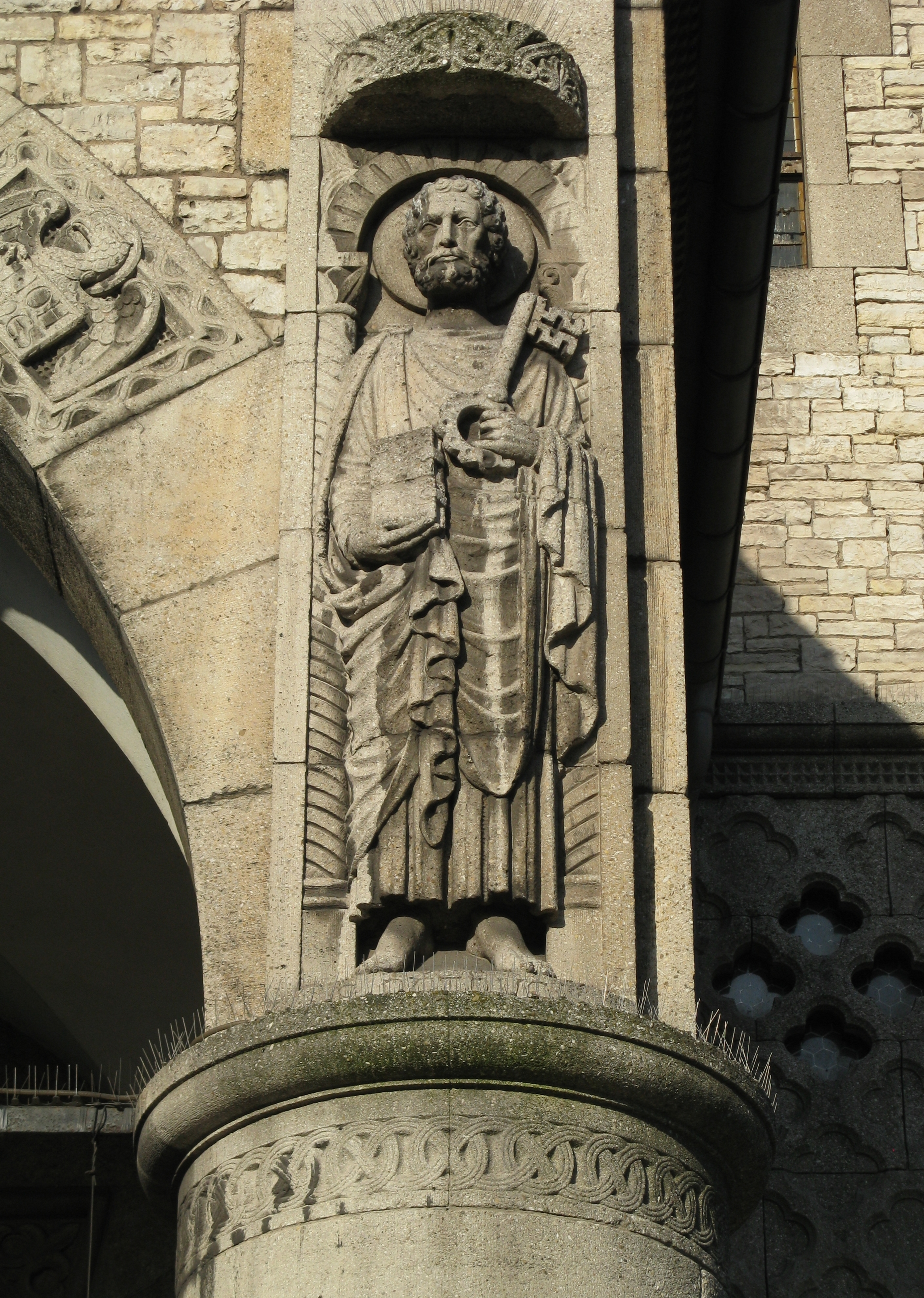
Płaskorzeźba na portalu przedstawiająca św. Piotra (2018)
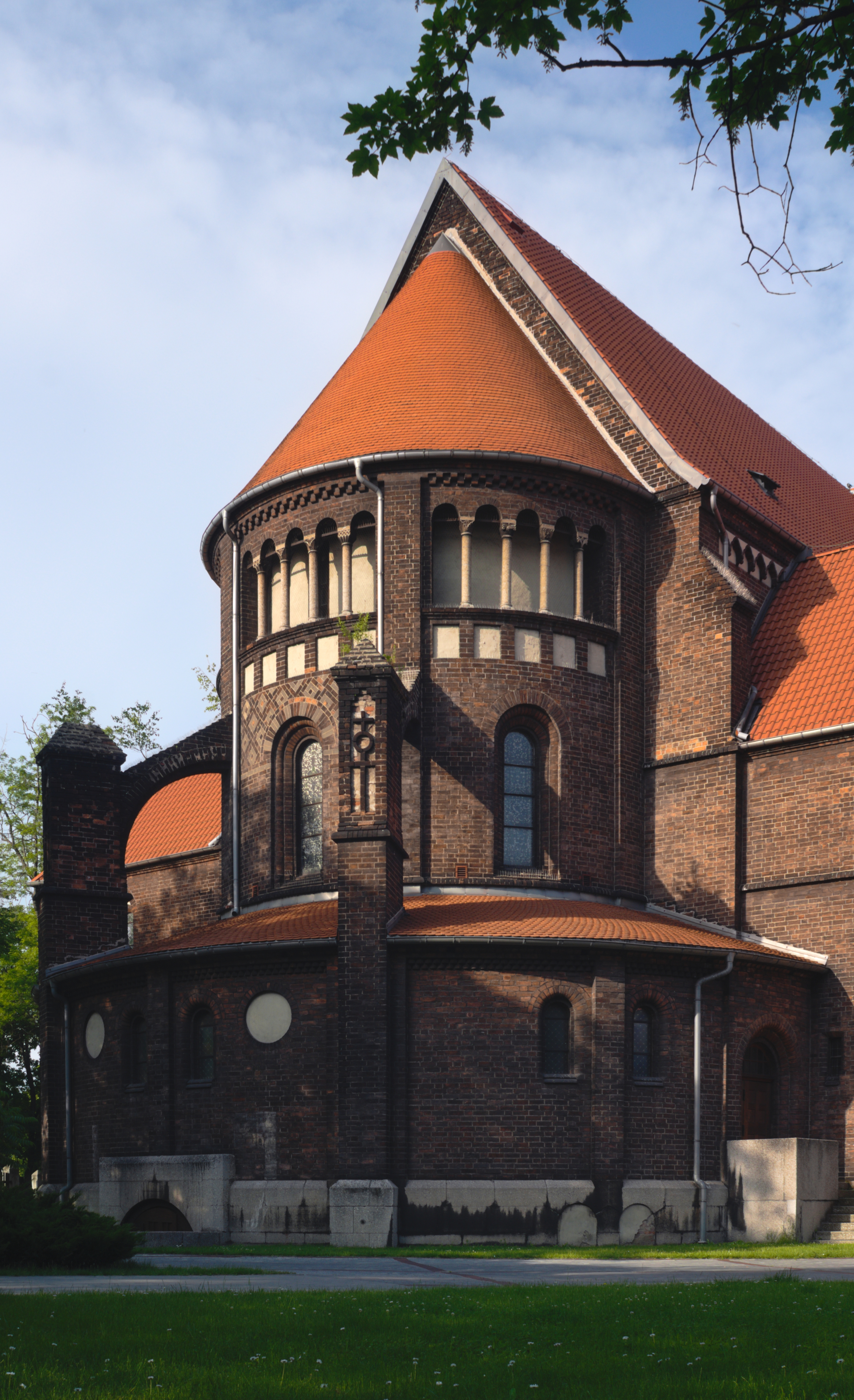
Apsyda (2020)
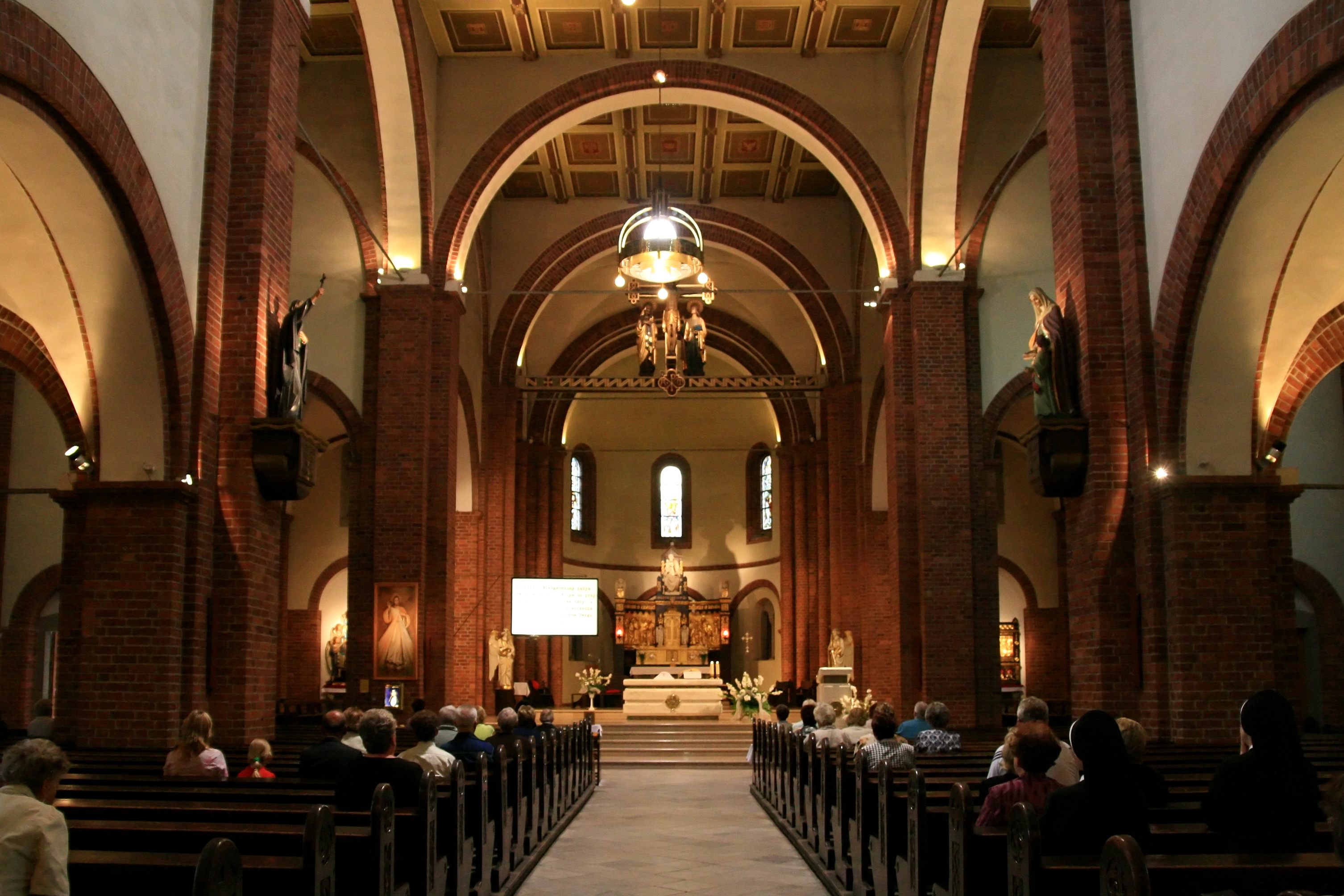
Nawa główna (2008)
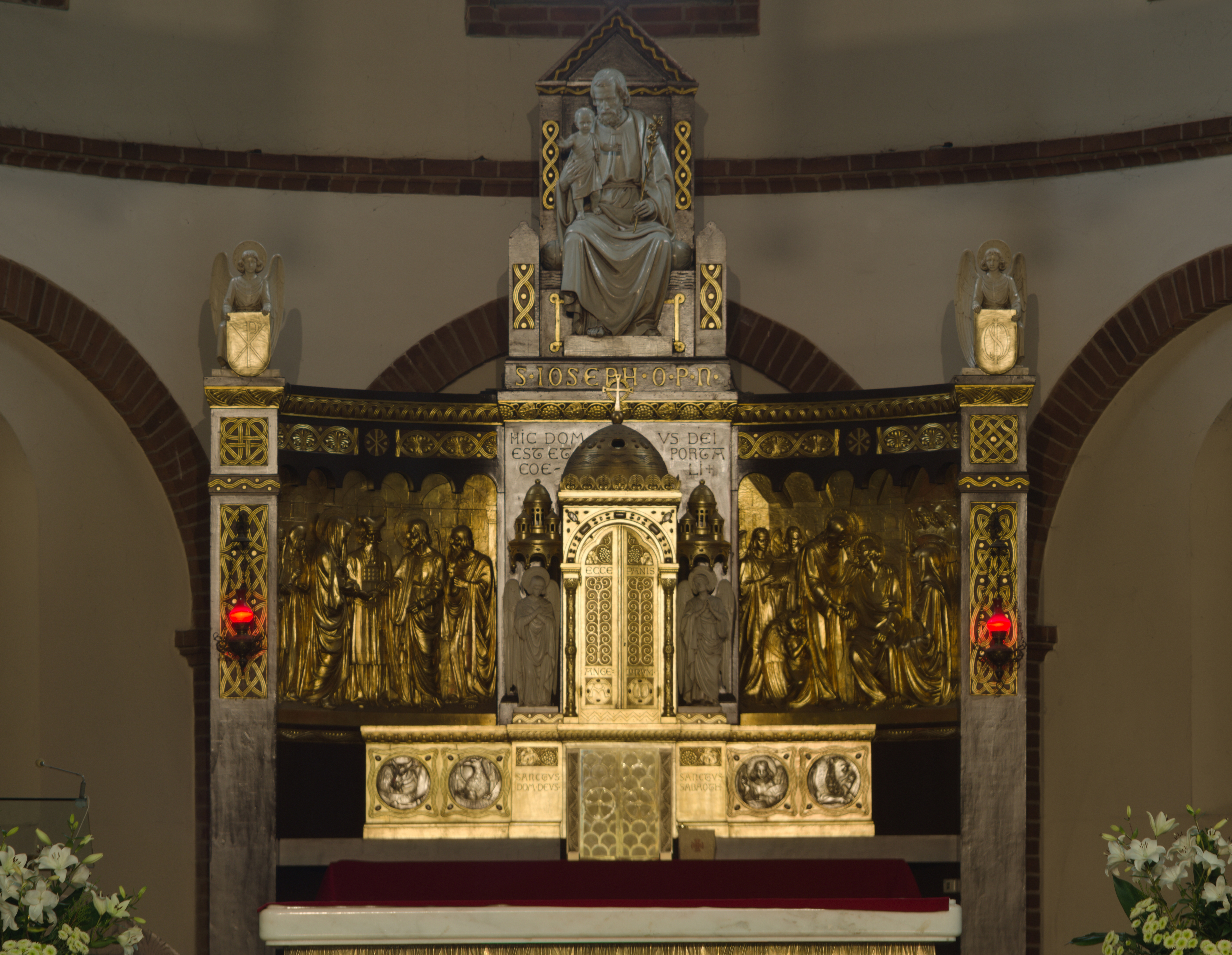
Nastawa ołtarza głównego (2020)